# 麦王争霸
《麦王争霸》，是广东廣播电视台珠江頻道和廣東電臺音樂之聲共同推出的音樂真人秀節目。第一季節目於2011年推出，前三季以「全球粵語歌唱大滙」為主題，在全球华人范围内选拔优秀粤语新星。第四季形式由素人選秀改為與《我是歌手》類似的明星競演，第五季由明星素人同臺競技，第六季由明星與素人搭檔競賽。從2017年起，以新節目名《粵語好聲音》繼續製作。
而节目在香港Now Jelli播出时，节目名称改为《咪王爭霸》。

## 第一季（2011年）
- 播出时间：2011年10月26日-2012年1月14日，周六21：45开始直播，共12期
- 推广大使：张敬轩、东山少爷
- 前奏活動「30年30曲粵語金曲」
  - 陳慧嫻《千千闋歌》（票數最高）
  - beyond《海闊天空》（票數第二）
  - 陳百強《一生何求》（票數第三）
  - 以下排名不分先後：

譚詠麟《愛在深秋》、許冠傑《半斤八兩》、黃霑《滄海一聲笑》、張國榮《風繼續吹》、陳奕迅《富士山下》、李克勤《紅日》、張學友《舊情綿綿》、張敬軒《酷愛》、鄧麗君《漫步人生路》、陳汝佳《迷夢》、林頤《墨爾本的翡翠》、廖百威《my shirley》、黎明《哪有一天不想你》、林子祥《男兒當自強》、王菲《容易受傷的女人》、葉麗儀《上海灘》、羅文《獅子山下》、徐小鳳《順流逆流》、梅艷芳《似是故人來》、李達成《田園交響曲》、呂方《彎彎的月亮》、黃凱芹《晚秋》、葉振棠《萬里長城永不倒》、汪明荃《萬水千山總是情》、陳浩光、王莉《星湖蕩舟》、劉德華《一起走過的日子》、東山少爺《月光光照羊城》
- 本季赛果[2]
  - 冠军：冯博，曾于2006年获得加拿大红人馆歌唱比赛冠军、2010年湖南卫视《快乐男声》广州赛区50强，现已发行单曲《关于》
  - 亚军：梁君诺，2013年参加浙江卫视《中国好声音》；并加入张惠妹组，已发行EP《心虚》
  - 季军：邓英婷，曾获得2010年《先声夺金》全国亚军，2010年《花儿朵朵》广州10强
  - 殿军：杨斯捷，酒吧驻唱歌手
  - 第五：邓俊宇，现为珠江频道签约主持人，已发行单曲《只怪我》

## 第二季（2012年）
- 播出时间：2011年10月26日-2012年1月14日，周六21：45开始直播，共12期
- 推广大使：古巨基、东山少爷
- 本季赛果[3]
  - 冠军：冯嘉豪，1988年11月25日出生于广东省阳江市，曾是中国人民解放军退伍文艺兵，曾获2012山东卫视《天籁之声》广州赛区15强，已发单曲《我应该》
  - 亚军：Bombeiros，来自澳门的摇滚创作型乐队，由两位澳门消防员郑家樑和张震宇组成，已发行单曲《三途川之花》
  - 季军：王琪飞，1988年10月9日出生于广东省汕头市，星海音乐学院学生，曾获2011年《快乐女声》广州30强
  - 殿军：罗隽永，1988年12月6日出生于广东省清远市，星海音乐学院学生，已发行单曲《密室逃脱》《光Gimme a light》《fly away》《惹是生非》
  - 第五：劳晓音，1990年4月24日出生于美国纽约市，已发行单曲《怪你过分美丽》，2014年获得贵州卫视《唱出爱火花》全国总冠军，北京卫视《最美和声》全国24强比赛中

## 第三季（2013年）
- 播出时间：2011年10月26日-2012年1月14日，周六21：45开始直播，共12期
- 推广大使：张敬轩、东山少爷
- 本季赛果
  - 冠军：麦震烁，1989年12月25日出生于广西壮族自治区梧州市，广西艺术学院学生，已发行单曲《这就是我》
  - 亚军：Bro5，来自香港的跳舞偶像歌唱组合，曾发行专辑《兄弟伍Bro5》
  - 季军：何乾梁，1991年11月9日出生于广东省中山市，星海音乐学院学生，在广州公园永大喇叭播放歌曲干扰在跳广场舞的市民，被传播到网络成为网络红人“消声客” ；
  - 殿军：王小燕，1995年7月17日出生于泰国曼谷，曼谷大学学生，泰国华人
  - 第五：徐丽晴，来自广东省茂名市
  - 第六：黄嘉雯，来自广东省清远市
  - 第七：彭永琛，来自澳门的发片歌手[4]；
  - 第八：马婷，来自广东省肇庆市
  - 第九：曾森，来自广东省茂名市
  - 第十：周美欣，来自香港，2007年度香港小姐季军，前TVB合约女艺员[5]

## 第四季（2014年）
- 播出时间：2014年8月30日-2014年11月29日，周六21：45开始直播，共14期
- 推广大使：张敬轩
- 本季赛果
  - 冠军：泳儿，
  - 亚军：东山少爷，
  - 季军：关楚耀，
  - 殿军：王琪飞，
  - 第五：王菀之，
  - 第六：张炜，
  - 第七：冯博，
  - 第八：麦子杰

## 第五季（2015年）
- 播出时间：2015年10月-2016年1月，周六21：40开始直播，共13期
- 推广大使：男人帮
- 本季赛果
- 总赛果
  - 冠军：C AllStar，
  - 亚军：Bada，
  - 季军：叶枫华，
  - 殿军：苏妙玲（108分），
  - 第五：欧阳耀莹（103分），
  - 第六：汪小敏（102分），
  - 第七：麦赈航（88分），
  - 第八：温丝婷（87分），
  - 第九：郑敬基（86分）

- 麦王组赛果
  - 第一：叶枫华，年度总季军
  - 第二：欧阳耀莹，年度总第五名
  - 第三：麦赈航，年度总第七名
  - 第四：温丝婷，年度总第八名
  - 第五：BOP天堂鸟，止步第11场决赛（被Bada踢馆顶替）
  - 第六：杜启峰，止步第10场决赛（被汪小敏踢馆顶替）
  - 第七：黄文韬，止步第8场决赛（被郑敬基踢馆顶替）
  - 第八：她她，止步第5场决赛（被海俊杰踢馆顶替）
  - 第九：林凯轩，止步第4场决赛（终极PK负于她她）
  - 第十：林致成，止步第4场决赛（终极PK负于叶枫华）